# Riduzione di Rosemund
La reazione di Rosenmund  è una reazione chimica di idrogenazione, in cui un cloruro acilico viene ridotto selettivamente ad aldeide. Prende il nome da Carl Wilhelm Rosenmund, il quale fu il primo a descriverla nel 1918.
La reazione è catalizzata da palladio disperso su solfato di bario, reattivo noto anche come catalizzatore di Rosenmund. Il bario solfato ha una bassa area superficiale che riduce l'attività del palladio ed evita che la riduzione porti all'alcol corrispondente. Talvolta è comunque necessario usare un composto per avvelenare ulteriormente il catalizzatore, soprattutto nei casi in cui il cloruro acilico sia molto reattivo. Originariamente si usava il tiochinantrene, anche se la tiourea viene riportata in alcune procedure. L'alcol primario che si andrebbe a formare in caso di over-riduzione inoltre potrebbe a sua volta reagire col cloruro acilico a dare un estere, complicando ulteriormente la miscela di prodotti ottenibili.
Il catalizzatore di Rosemund può essere preparato per riduzione di una soluzione di cloruro di palladio (II) in presenza di BaSO4. Viene usato tipicamente come agente riducente la formaldeide.